# بطاطا فادا

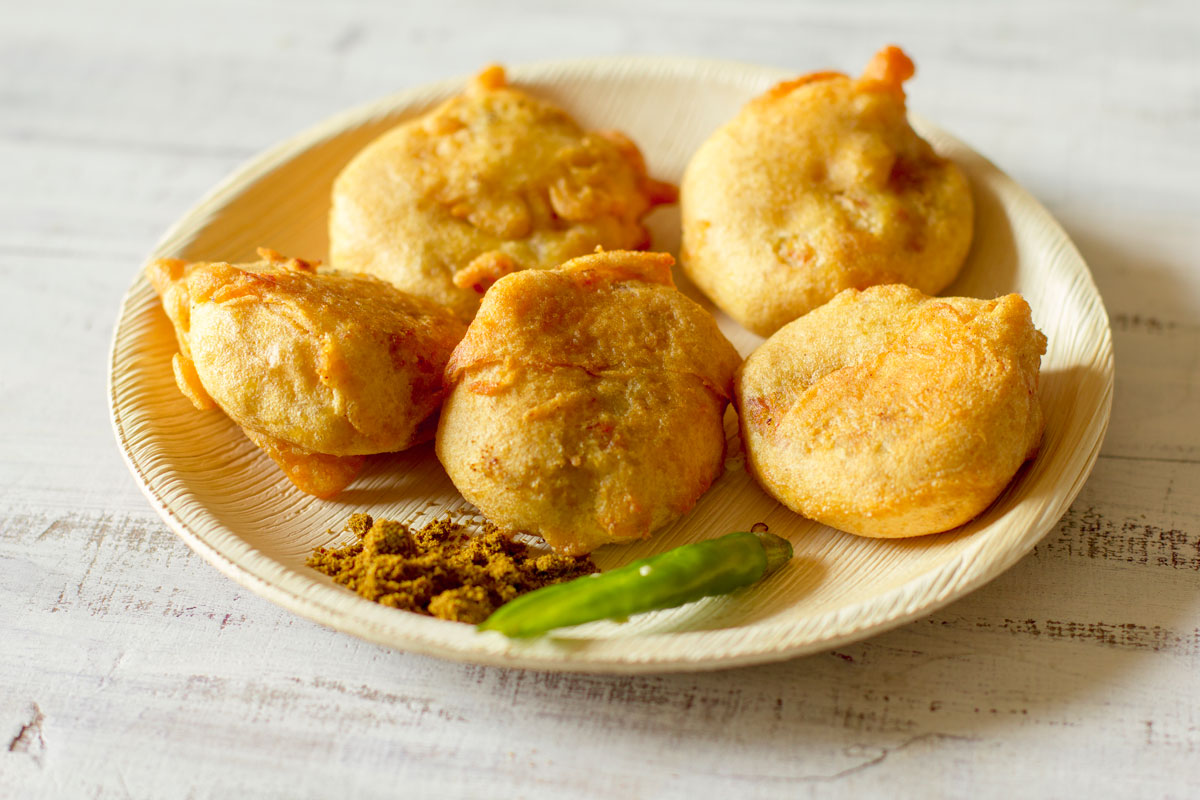
بطاطا فادا

بطاطا فادا (باللغة المراثية: बटाटा वडा)، هي وجبة سريعة نباتية مشهورة في مدينة ماهاراشترا الواقعة في الهند.